# كيشا بيل
كيشا بيل (بالإنجليزية: Keisha Bell)‏ هي لاعبة كرة قدم أمريكية، ولدت في 20 ديسمبر 1979 في الولايات المتحدة. شاركت مع منتخب الولايات المتحدة لكرة القدم للسيدات.